# Catáfora
La catáfora (del griego κατά y φέρω "llevar abajo, bajar") consiste en la anticipación de una idea que se expresará más adelante.
Se suele considerar un tipo de deixis —frecuentemente llevada a cabo por el pronombre—, otros autores prefieren reservar esta categoría para el contexto físico del acto comunicativo.
Ejemplos:

Se llevó absolutamente todo: sus libros de historia, los prototipos de aviones de colección, sus máscaras decorativas, sus fotografías, etc.

A esto me refiero: a que te has portado mal.

¡Mira que te lo dije, que iba a haber problemas!.